# Diana Hayden
Diana Hayden (Hyderabad, 1 de mayo de 1973) es una actriz, presentadora de televisión y modelo india. Ganó el título de Miss Mundo en 1997, convirtiéndose en la tercera mujer india en lograrlo. Durante el certamen, también obtuvo tres subtítulos, siendo la única ganadora de Miss Mundo en lograr esta hazaña. En 2008, participó como concursante de celebridades en el programa de telerrealidad Bigg Boss.

## Primeros años de vida
Diana Hayden nació en Hyderabad, Telangana, India, en el seno de una familia cristiana angloindia. Creció y asistió a la escuela secundaria St. Ann's en Secunderabad. Su infancia estuvo marcada por la separación de sus padres mientras aún estaba en la escuela, lo que la llevó a comenzar a trabajar a la temprana edad de 13 años. Su primer trabajo fue en una empresa de gestión de eventos llamada Encore, donde gradualmente incursionó en el mundo del modelaje. A los 21 años, trabajó como Oficial de Relaciones Públicas en BMG Crescendo, donde desempeñó un papel en la gestión de las carreras de las cantantes Anaida y Mehnaz Hoosein.

## Espectáculo
El camino de Diana Hayden hacia el mundo del glamour comenzó a los 23 años, cuando una amiga la recomendó para participar en el concurso Femina Miss India. Después de ser preseleccionada, compitió en el concurso Femina Miss India 1997, donde terminó en el segundo lugar y ganó el título de Miss India Mundo. Esta victoria la llevó a representar a la India en la 47ª edición del certamen Miss Mundo, que se llevó a cabo en Baie Lazare, Seychelles. En ese evento, compitiendo con un total de 86 delegadas, Diana Hayden fue coronada como Miss Mundo 1997.
Durante el segmento de preguntas y respuestas del concurso, a Hayden le preguntaron: "¿Por qué quieres ser Miss Mundo?", y respondió: La respuesta de Diana Hayden durante el concurso Miss Mundo 1997 se inspiró en una famosa cita del escritor y poeta William Butler Yeats, quien escribió: "With Dreams Begin Responsibility" (Con los sueños comienza la responsabilidad). Hayden expresó que para ella, el título de Miss Mundo representaba ese sueño y la responsabilidad que conlleva. Afirmó que valoraba la oportunidad de marcar una diferencia y ayudar a hacer realidad los sueños de los demás.
Diana Hayden también fue galardonada con el título de "Miss Mundo - Asia y Oceanía" durante el concurso de Miss Mundo. Además, obtuvo los títulos de Miss Fotogénica y Traje de Baño Espectacular. Hayden es la única ganadora del título de Miss Mundo en recibir tres subtítulos durante la competencia. Es la tercera mujer india en ganar el certamen de Miss Mundo, después de Reita Faria en 1966 y Aishwarya Rai Bachchan en 1994. Después de su victoria en Miss Mundo, Diana Hayden se convirtió en embajadora de marcas como L'Oréal, Colgate y Chopard en India. Además, ha estado activamente involucrada con varias organizaciones benéficas, incluyendo Child Rights and You (CRY), Greenpeace, PETA y la Sociedad de Espásticos de la India. Ha respaldado diversas causas para crear conciencia sobre el cáncer y el VIH/SIDA.
En 2008, Diana Hayden fue una concursante comodín en la segunda temporada del programa de televisión indio Bigg Boss. Sin embargo, fue eliminada en la Semana 13 de la competencia.

Diana Hayden dedicó dos años a escribir "A Beautiful Truth", una obra que describe como una "enciclopedia sobre el cuidado personal" que aborda temas como el desarrollo de la personalidad y la construcción de la confianza. El libro fue publicado el 6 de agosto de 2012.

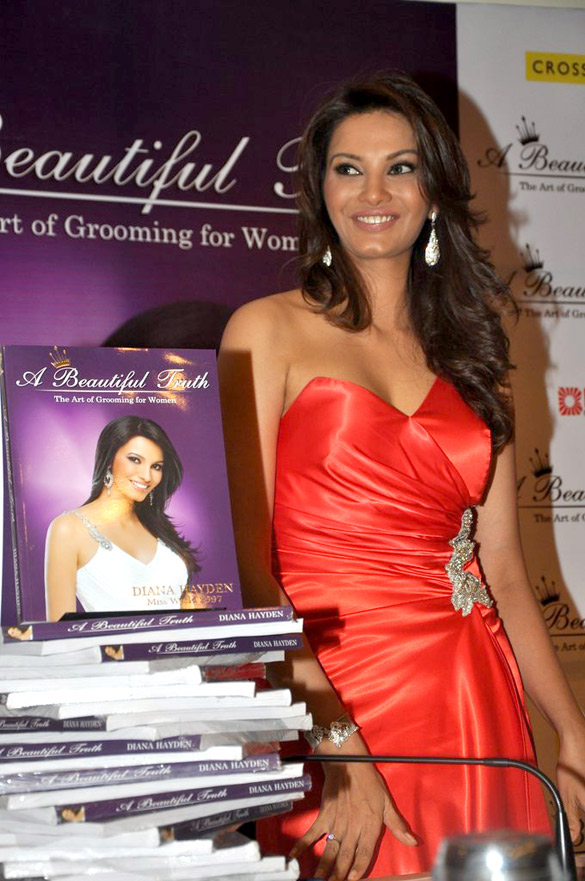
Hayden en el lanzamiento de su libro en 2012.

## Carrera
Después de su año como Miss Mundo, Diana Hayden se trasladó a Londres y se dedicó al estudio de actuación en la Real Academia de Arte Dramático. También continuó su formación en el Drama Studio London, centrándose en las obras de Shakespeare y obteniendo una nominación a mejor actriz del estudio. En 2001, hizo su debut en la pantalla en la versión cinematográfica de Otelo de Shakespeare, filmada en Sudáfrica.
Diana Hayden fue la anfitriona de Miss Europa en dos ocasiones, en 2001 y 2002 en Líbano, compartiendo la tarea con Miss Líbano 1997 y Julien Lepers. En 2006, fue contratada como la cara de la Academia Avalon y actualmente ejerce como conferenciante invitada en programas de capacitación de personal de aerolíneas.

## Vida personal
Diana Hayden está casada con Collin Dick, un empresario estadounidense de Nevada que había estado trabajando en Mumbai para una ONG internacional. Según una entrevista, Hayden conoció a Dick cuando él visitó su apartamento como posible inquilino. Se casaron en una ceremonia privada el 13 de septiembre de 2013, en un club de campo en Las Vegas, con la asistencia de familiares y amigos cercanos.
En 2016, Diana Hayden dio a luz a una niña concebida a través de un óvulo que había sido congelado ocho años antes. En noviembre de 2017, confirmó que estaba embarazada por segunda vez. En marzo de 2018, dio a luz a gemelos, un niño y una niña.

## Controversias
En 2018, durante un discurso público, Biplab Kumar Deb, el ministro Principal de Tripura, hizo comentarios sobre Diana Hayden. Puso en duda la razón detrás de coronar a Hayden como Miss Mundo en 1997 y afirmó que todos los concursos de belleza internacionales eran una farsa. Expresó su opinión de que Hayden no era hermosa, lo que cuestionaba su coronación en 1997.
Biplab Kumar Deb expresó: "Dime, ¿ella [Diana] se lo merecía? Puedo entender que Aishwarya Rai lo haya recibido, al menos tiene rasgos de una belleza india". Luego agregó que "para los indios, la diosa Lakshmi y Saraswati ejemplifican la belleza. No entiendo la belleza de Diana Hayden".
Los comentarios de Deb provocaron una reacción violenta entre los internautas y los activistas sociales. Más tarde, Deb expresó su arrepentimiento y se disculpó por sus comentarios sobre Hayden.

## Filmografía

### Películas
| Año  | Título                       | Papel         | Notas | Ref.   |
| ---- | ---------------------------- | ------------- | ----- | ------ |
| 2003 | Tehzeeb                      | Sheena Roy    |       | [ 30 ] |
| 2004 | Ab... ¡Bas!                  | Somiya Mathur |       | [ 31 ] |
| 2006 | Otelo: un cuento sudafricano | Emilia        |       | [ 32 ] |
| 2006 | All alone (en inglés)        |               | Cameo | [ 33 ] |
| 2012 | Lorie: la muñeca amorosa     | Actriz        |       | [ 34 ] |

### Televisión
| Año  | Título                           | Papel                          | Notas                  | Ref.   |
| ---- | -------------------------------- | ------------------------------ | ---------------------- | ------ |
| 1997 | Femina Miss India 1997           | Ella misma                     | Certamen nacional      | [ 35 ] |
| 1997 | Miss World 1997                  | Ella misma                     | Certamen nacional      | [ 36 ] |
| 1998 | Miss World 1998                  | Ella misma/Miss Mundo reinante | Certamen nacional      | [ 37 ] |
| 2000 | Wisden Cricketers of the Century | Presentadora                   |                        | [ 38 ] |
| 2002 | Miss Europe 2002                 | Presentadora                   |                        | [ 39 ] |
| 2003 | Holby City                       | Nat Hussein                    | Cameo                  | [ 40 ] |
| 2005 | Biografía con Diana Hayden       | Presentadora                   |                        | [ 41 ] |
| 2005 | Miss World 2005                  | Jueza                          | Certamen internacional | [ 42 ] |
| 2008 | Bigg Boss 2                      | Contestant                     | 6to lugar              | [ 43 ] |
| 2009 | Femina Miss India 2009           | Jueza                          | Certamen nacional      | [ 44 ] |
| 2011 | Premios Ad Asia                  | Presentadora                   |                        | [ 45 ] |
| 2012 | Laureus World Sports Awards      | Presentadora                   |                        | [ 46 ] |